# Campeonato Italiano de Rugby 1998-99
El Campeonato de Rugby de Italia de 1998-99 fue la sexagésimo novena edición de la primera división del rugby de Italia.

## Sistema de disputa
El torneo se disputó en tres etapas, la primera fue una fase de grupos en la cual los 12 equipos se dividieron en dos zonas en la cual disputaron encuentros de ida y de vuelta frente a todos sus rivales grupales, los tres mejores equipos clasificaron a la zona campeonato y los últimos tres de cada grupo a la zona descenso.
En la segunda etapa se constituyeron dos zonas que fueron determinadas por los resultados de la etapa anterior, los cuatro mejores de la zona campeonato clasificaron a postemporada, mientras que el mejor de la Serie B igual obtuvo una plaza a la postemporada.
Los últimos dos equipos de la zona del descenso fueron relegados a la Serie B.

## Primera Fase

#### Grupo A
| Equipo              | Puntos    |
| ------------------- | --------- |
| Benetton Treviso    | 18 puntos |
| Rovigo              | 13 puntos |
| Amatori y Calvisano | 13 puntos |
| Piacenza            | 12 puntos |
| Mirano              | 2 puntos  |
| Fiamme Oro          | 2 puntos  |

#### Grupo B
| Equipo     | Puntos    |
| ---------- | --------- |
| Petrarca   | 20 puntos |
| Rugby Roma | 16 puntos |
| Parma      | 10 puntos |
| CUS Padova | 6 puntos  |
| San Donà   | 6 puntos  |
| L’Aquila   | 2 puntos  |

## Segunda Fase
- Tabla de posiciones:[1]

### Zona Descenso
| Pos. | Equipo           | Encuentros | Encuentros | Encuentros | Encuentros | Tantos | Tantos | Tantos | Puntos |
| Pos. | Equipo           | PJ         | PG         | PE         | PP         | F      | C      | Dif    | Puntos |
| ---- | ---------------- | ---------- | ---------- | ---------- | ---------- | ------ | ------ | ------ | ------ |
| 1.º  | Piacenza         | 10         | 8          | 0          | 2          | 356    | 283    | +73    | 16     |
| 2.º  | San Donà         | 10         | 6          | 0          | 4          | 321    | 220    | +101   | 12     |
| 3.º  | L'Aquila Rugby   | 10         | 5          | 0          | 5          | 274    | 253    | +21    | 10     |
| 4.º  | Mirano           | 10         | 5          | 0          | 5          | 275    | 286    | -11    | 10     |
| 5.º  | CUS Padova       | 10         | 4          | 0          | 6          | 234    | 276    | -42    | 8      |
| 6.º  | Fiamme Oro Rugby | 10         | 2          | 0          | 8          | 188    | 330    | -142   | 4      |

|  | Descendido a la Serie B. |

### Zona Campeonato
| Pos. | Equipo              | Encuentros | Encuentros | Encuentros | Encuentros | Tantos | Tantos | Tantos | Puntos |
| Pos. | Equipo              | PJ         | PG         | PE         | PP         | F      | C      | Dif    | Puntos |
| ---- | ------------------- | ---------- | ---------- | ---------- | ---------- | ------ | ------ | ------ | ------ |
| 1.º  | Benetton Treviso    | 10         | 8          | 0          | 2          | 359    | 183    | +176   | 16     |
| 2.º  | Petrarca Padova     | 10         | 7          | 0          | 3          | 282    | 145    | +137   | 14     |
| 3.º  | Rugby Roma Olimpic  | 10         | 7          | 0          | 3          | 266    | 174    | +92    | 14     |
| 4.º  | Amatori & Calvisano | 10         | 5          | 0          | 5          | 201    | 252    | -51    | 10     |
| 5.º  | Rugby Rovigo        | 10         | 3          | 0          | 7          | 170    | 251    | -81    | 6      |
| 6.º  | Rugby Parma         | 10         | 0          | 0          | 10         | 162    | 433    | -271   | 0      |

|  | Clasificado a postemporada. |

### Preclasificación
| Equipo 1            | Equipo 2 | Resultado |
| ------------------- | -------- | --------- |
| Amatori & Calvisano | Bologna  | 51-34     |

### Semifinales
| Equipo 1         | Equipo 2            | Resultado |
| ---------------- | ------------------- | --------- |
| Petrarca Padova  | Rugby Roma Olimpic  | 17-10     |
| Benetton Treviso | Amatori & Calvisano | 64-10     |

### Final
| 29 de mayo de 1999 | Petrarca Padova | 14 - 23 | Benetton Treviso |  |  |

| Bandera de Italia        |
| Campeón Benetton Treviso |
| Octavo título            |